# Eccleston, Merseyside
Eccleston är en civil parish i St Helens i Storbritannien. Den ligger i grevskapet Merseyside och riksdelen England, i den centrala delen av landet, 280 km nordväst om huvudstaden London.